# Vaso Pascha
Pashko Vasa (även Wassa Effendi, Vaso Pasha eller Vaso Pasha Shkodrani), född den  17 september 1825 i Shkodra i Osmanska Albanien, död den 29 juni 1892 i Beirut i Libanon i Osmanska riket, var en albansk poet och novellist under det albanska nationella uppvaknandet. Han var guvernör över Libanon från 1882 fram till sin död.
Pashko Vasa kom från en romersk-katolsk familj. I hemstaden genomgick han utbildning i en skola på ett främmande språk. 
Han var från 1842 till 1847 anställd som sekreterare för det brittiska konsulatet i Shkodra. Han lärde sig flera språk genom sin anställning där.
Han deltog i revolter i Italien men drog sig tillbaka efter att upproret slagits ned. Då flyttade han till Istanbul och blev efter en tidvis möda utnämnd till utrikesminister för det osmanska riket.
Pashko Vasa har myntat uttrycket ”E mos shikoni kisha e xhamia, feja e shqiptarit është shqiptaria” (”Och se ej på kyrka och moské / ty albanens tro är albanskhetens idé”), som var ett ledord för den albanska nationalistiska rörelsen.
Han publicerade verk på bland annat engelska, franska och italienska.